# 이성환 (정치인)
이성환(1938년 3월 7일 ~ )은 대한민국의 정치인이다. 제5대 관선 과천시장, 제2대 미금시장, 제7·8대 민선 과천시장을 역임했다.

## 학력
- 서울청량국민학교 (졸업)
- 경동중학교 (졸업)
- 경동고등학교 (졸업)
- 연세대학교 (교육학 / 학사)

## 역대 선거 결과
|  | 27.43% |

|  | 45.62% |